# D. J. Carrasco
Pour les articles homonymes, voir Carrasco.
Daniel J. Carrasco, né le 12 avril 1977 à Safford (Arizona) aux États-Unis, est un lanceur de relève droitier au baseball. Il évolue en Ligue majeure entre 2003 et 2012.

## Carrière

### Royals de Kansas City
D. J. Carrasco est drafté le 3 juin 1997 par les Orioles de Baltimore au 26e tour de sélection. Libéré de son contrat après une année dans les clubs-écoles des Orioles, il passe par les clubs-écoles des Indians de Cleveland de juin à août 1998, puis ceux des Pirates de Pittsburgh entre 1999 et décembre 2002, avant de signer comme agent libre chez les Royals de Kansas City.

### Japon
Devenu agent libre après la saison 2005, il signe au Japon chez les Fukuoka SoftBank Hawks.

### White Sox de Chicago
De retour du Japon, il s'engage avec les Diamondbacks de l'Arizona mais doit se contenter d'évoluer en Triple-A en 2007.  Il rejoint les White Sox de Chicago le 11 janvier 2008.

### Pirates de Pittsburgh
Libéré par les Sox après la saison 2009 et devenu agent libre, Carrasco signe un contrat des ligues mineures avec les Pirates de Pittsburgh en janvier 2010 et est invité à leur entraînement de printemps.

### Diamondbacks de l'Arizona
Le 31 juillet 2010, D. J. Carrasco, le voltigeur Ryan Church et le joueur d'avant-champ Bobby Crosby sont transférés aux Diamondbacks de l'Arizona. Dans l'échange, Pittsburgh obtient en retour le receveur Chris Snyder et l'arrêt-court Pedro Ciriaco.

### Mets de New York

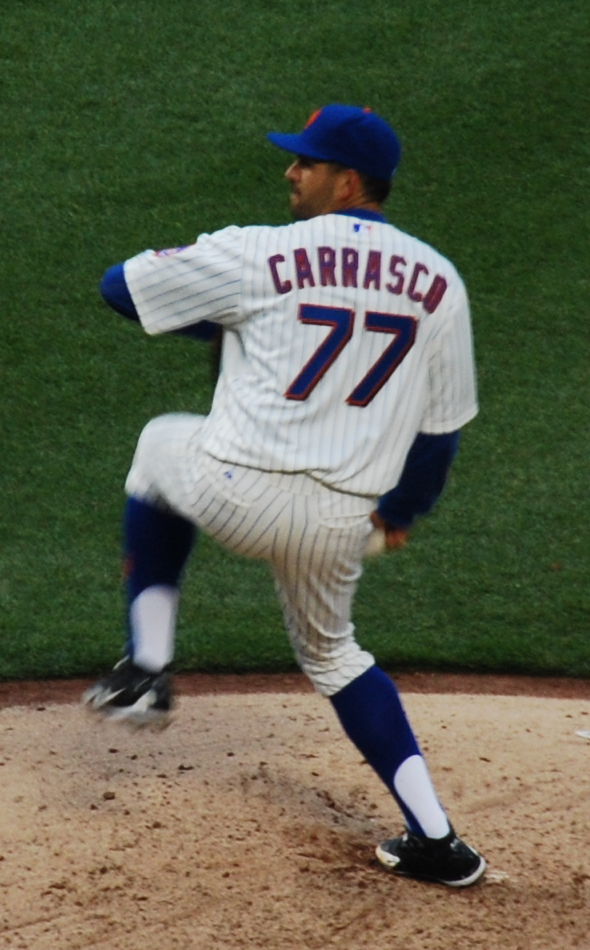
Carrasco au monticule en 2011 pour les Mets.

Le 9 décembre 2010, Carrasco signe comme agent libre un contrat de deux ans avec les Mets de New York. Il connaît une difficile première année en 2011 avec une moyenne de points mérités de 6,02 en 42 matchs et 49 manches et un tiers lancées.
Après avoir effectué quatre sorties en 2012 avec les Mets, Carrasco est libéré par le club le 25 mai.

### Braves d'Atlanta
Carrasco signe un contrat avec les Braves d'Atlanta le 19 juin 2012.

## Statistiques
| Saison | Équipe      | G   | GS | CG | SHO | V  | D  | SV | IP    | SO  | ERA  |
| ------ | ----------- | --- | -- | -- | --- | -- | -- | -- | ----- | --- | ---- |
| 2003   | Kansas City | 50  | 2  | 0  | 0   | 6  | 5  | 2  | 80.1  | 57  | 4,82 |
| 2004   | Kansas City | 30  | 0  | 0  | 0   | 2  | 2  | 0  | 35.1  | 22  | 4,84 |
| 2005   | Kansas City | 21  | 20 | 1  | 0   | 6  | 8  | 0  | 114.2 | 49  | 4,79 |
| 2008   | Chicago WS  | 31  | 0  | 0  | 0   | 1  | 0  | 0  | 38.2  | 30  | 3,96 |
| 2009   | Chicago WS  | 49  | 1  | 0  | 0   | 5  | 1  | 0  | 93.1  | 62  | 3,76 |
| 2010   | Pittsburgh  | 45  | 0  | 0  | 0   | 2  | 2  | 0  | 55.2  | 45  | 3,88 |
| 2010   | Arizona     | 18  | 0  | 0  | 0   | 1  | 0  | 0  | 22.2  | 20  | 3,18 |
| Totaux | Totaux      | 244 | 23 | 1  | 0   | 23 | 18 | 2  | 440.2 | 285 | 4,31 |

Note : G = Matches joués ; GS = Matches comme lanceur partant ; CG = Matches complets ; SHO = Blanchissages ; 
V = Victoires ; D = Défaites ; SV = Sauvetages ; IP = Manches lancées ; SO = Retraits sur des prises ; ERA = Moyenne de points mérités.